# José Carlos Soares (futebolista)
José Carlos Soares, mais conhecido simplesmente por Soares (Morro Agudo, 16 de abril de 1963 — Fernandópolis, 15 de abril de 2018), foi um futebolista brasileiro que atuava como atacante.
Com um curriculum recheado de gols e de títulos, o centroavante Soares chegou a atuar em grandes clubes do futebol brasileiro, como Criciúma, Santos e Palmeiras. Truculento mas técnico, possuía capacidade de explosão, boa impulsão e finalizava bem com ambas as pernas. Fez muitos gols de cabeça e gostava de arrancar da intermediária.

## Carreira
Começou a carreira no infantil do AA Orlândia, integrante da Terceira Divisão, em 1980 série A3 do Campeonato Paulista. Foi uma das principais revelações da competição e como prêmio acabou convocado pelo técnico Sebastião Lapola para defender a Seleção Paulista sub-20 no Campeonato Brasileiro de Seleções.
No ano seguinte disputou a 1ª Primeira Divisão Paranaense pelo Londrina EC. Seus gols chamaram a atenção do Quilmes AC, da Argentina, que o levou por empréstimo em 1983. Então retornou para o time do Paraná.
Em 1985, o técnico Canhoto, que já havia trabalhado no Fernandópolis FC, o indicou para a equipe da região. Veio com o preço do passe estipulado, marcou gols na Taça São Paulo - equivalente a Copa Paulista - e tornou-se ídolo da torcida. A diretoria comprou seu vínculo e ele permaneceu no Fefecê até 1988. No segundo semestre, dirigentes o emprestaram para outras agremiações. Assim, disputou o Campeonato Brasileiro pelo EC Comercial, de Campo Grande-MS, em (1985); EC Bahia (1986) e Santos FC (1988). A equipe santista era comandada pelo técnico Geninho e contava com o goleiro Rodolfo Rodríguez, César Sampaio, Serginho Chulapa, Mendonça, Luvanor, Juninho (de Neves Paulista) e outros craques. Ele, o uruguaio Arturo e Serginho Chulapa brigavam pela camisa 9 do Peixe. Ainda graças ao seu desempenho com a camisa 9 do Fernandópolis FC também teve a oportunidade de ser convocado para a Seleção da Divisão Intermediária.
O Mogi Mirim EC, uma das sensações do Interior na época, comprou seu passe em 1989 e o repassou ao Criciúma. Na equipe de Santa Catarina, Soares atingiu o apogeu. Foi artilheiro do Campeonato Catarinense de 1990 com 14 gols em 34 partidas. No Tigre Catarinense foi campeão estadual por quatro vezes e também conquistou o título da terceira edição da Copa do Brasil, em 1991, sob a batuta de Luiz Felipe Scolari, o Felipão. Na final, o Criciúma EC superou o Grêmio FBPA. Empatou por 1 a 1, em Porto Alegre, e segurou o 0 a 0 no Estádio Heriberto Hülse.
Em 1993, o goleador foi emprestado ao SE Palmeiras. Evair havia se machucado na derrota de 2 a 1 para o Mogi Mirim EC, no Parque Antártica, no dia 15 de abril, e Vanderlei Luxemburgo, recém-contratado para substituir Otacílio Gonçalves, pediu a contratação de Soares. Estreou nos 6 a 1 sobre o Rio Branco EC, de Americana, no dia 16 de maio, pelo quadrangular semifinal do Paulistão. Entrou no lugar de Maurílio e fez o gol que fechou o massacre, aos 44 minutos do segundo tempo. A Ferroviária E e Guarani FC completavam o grupo. A SE Palmeiras se classificou e na final ganhou do SC Corinthians por 4 a 0, após ter perdido o primeiro jogo por 1 a 0, gol de Viola. Na trajetória do título do Paulistão, Soares participou de três jogos e fez apenas um gol. Pouco utilizado no Verdão, foi devolvido ao Criciúma EC.
Naquele ano também foi campeão catarinense. Soares se tornou o segundo maior artilheiro da história do Criciúma, marcando 82 gols em 271 jogos, apenas 2 gols a menos do que Vanderlei Mior.
Depois do sucesso em Santa Catarina, o "matador" foi levado pelo técnico Lori Sandri para o futebol da Arábia Saudita
Ainda defendeu o Gaziantepspor Kulübü da Turquia, por indicação de Evair.
Retornou em 1996, com a intenção de jogar mais dois anos. Teve proposta do América FC, de Rio Preto, mas não aceitou. "O América FC precisava com urgência de um atacante e eu estava parado há dois meses", justifica.
Decidiu parar e passou a dedicar-se à sua propriedade rural, em Estrela D’Oeste. "Compro e vendo gado", informa.
Foi diretor Executivo, por aproximadamente 10 anos, do Jornal do Esporte, impresso semanal que enfoca competições amadoras da região. Casado com Ana Maria e pai de Rafaela e Raíssa, Soares morava em Fernandópolis.
Faleceu em 15 de abril de 2018, vítima de parada cardíaca.

### Desempenho pelo Criciúma[10]
| Ano   | Jogos | Vitórias | Empates | Derrotas | Amarelos | Vermelhos | Gols |
| ----- | ----- | -------- | ------- | -------- | -------- | --------- | ---- |
| 1989  | 39    | 22       | 11      | 6        | 0        | 0         | 10   |
| 1990  | 62    | 26       | 23      | 13       | 3        | 0         | 21   |
| 1991  | 60    | 31       | 17      | 12       | 3        | 1         | 20   |
| 1992  | 68    | 33       | 18      | 17       | 2        | 0         | 22   |
| 1993  | 29    | 17       | 6       | 6        | 5        | 1         | 8    |
| 1994  | 13    | 4        | 6       | 3        | 2        | 1         | 1    |
| TOTAL | 271   | 133      | 81      | 57       | 15       | 3         | 82   |

### Campeonato Paulista 1993
SE Palmeiras (6): Sérgio; Mazinho, Antônio Carlos, Tonhão e Roberto Carlos; Amaral, César Sampaio, Edilson (Jean Carlo) e Zinho; Edmundo e Maurílio (Soares). Técnico: Vanderlei Luxemburgo.
Rio Branco EC (1): Hugo; Marcinho, Camilo (Leandro), Marcelo Fernandes e Gérson; Galeano, Gilson, Aritana e Ronaldo (Moreno); Gilson Batata e Mazinho. Técnico: Cassiá.
Gols: Maurílio aos 18 e aos 41, e Edmundo aos 33 e aos 35 minutos do primeiro tempo. Mazinho (Rio Branco) aos 12, Roberto Carlos aos 39 e Soares aos 44 minutos do segundo tempo. Árbitro: João Paulo Araújo. Renda: Cr$ 2.878.000,00. Público: 21.377 pagantes. Local: Parque Antártica, em São Paulo, domingo, 16 de maio de 1993, pela fase semifinal do Paulistão, na estreia de Soares no Alviverde.

## Títulos
Londrina
- Campeonato Paranaense : 1981

Comercial-MS
- Campeonato Sul-Mato-Grossense: 1987[7]

Criciúma
- Campeonato Catarinense: 1989, 1990, 1991 e 1993[11]
- Copa do Brasil: 1991

Palmeiras
- Campeonato Paulista: 1993[12]